# Gölet, Småland
Gölet är en sjö i Älmhults kommun i Småland och ingår i Helge ås huvudavrinningsområde.